# تولی‌پرولول
تولی‌پرولول (انگلیسی: Toliprolol) یک آنتاگونیست گیرنده بتا آدرنرژیک است.